# پی‌اس مینرو (۱۸۹۳)
پی‌اس مینرو (۱۸۹۳) (به انگلیسی: PS Minerva (1893)) یک کشتی بود که طول آن ۲۰۰ فوت (۶۱ متر) بود. این کشتی در سال ۱۸۹۳ ساخته شد.